# When My Little Girl Is Smiling
"When My Little Girl Is Smiling" is een popnummer geschreven door Gerry Goffin en Carole King, en voor het eerst opgenomen door The Drifters in 1961.
Tijdens de opname van het nummer op 26 oktober 1961 bestonden de Drifters uit Charlie Thomas (tenor), Rudy Lewis (tenor), Dock Green (bariton) en Tommy Evans (bas). Op "When My Little Girl Is Smiling" zong Charlie Thomas de lead. De opname vond plaats in Atlantic Studios, 157 W 57th Street, New York City, met gitarist Billy Davis en andere sessiemuzikanten. De opname was gearrangeerd door Klaus Ogermann en geproduceerd door Jerry Leiber en Mike Stoller. Het nummer werd in februari 1962 als single uitgebracht door Atlantic Records en bereikte nummer 28 in de Billboard Hot 100.
In Groot-Brittannië bereikte de opname van de Drifters in mei 1962 nummer 31 in de UK Singles Chart. Het werd succesvoller gecoverd door twee lokale artiesten: Craig Douglas, wiens versie op Top Rank Records nummer 9 bereikte, en Jimmy Justice, wiens opname op Pye Records dezelfde positie bereikte.
Het nummer is door vele andere artiesten opgenomen. In Frankrijk werd het onder andere opgenomen door Johnny Hallyday en Sophie als "Quand un air vous possède", met een tekst van Georges Aber.